# تشارلز ألين (سياسي بريطاني)
تشارلز ألين (بالإنجليزية: Charles Peter Allen)‏ هو لاعب اتحاد الرغبي وصحفي وسياسي بريطاني (وحمل سابقاً جنسية المملكة المتحدة لبريطانيا العظمى وأيرلندا)، ولد في 2 ديسمبر 1861 في المملكة المتحدة، وتوفي في 18 سبتمبر 1930 في لندن في المملكة المتحدة. حزبياً، نشط في الحزب الليبرالي.

## مناصب
- في الانتخابات العمومية البريطانية 1900 [الإنجليزية]‏، انتخب عضو برلمان المملكة المتحدة الـ27 عن دائرة Stroud ‏ ( – 8 يناير 1906).
- في الانتخابات العامة في المملكة المتحدة 1906 [الإنجليزية]‏، انتخب عضو برلمان المملكة المتحدة الـ28 عن دائرة Stroud ‏ (12 يناير 1906 – 10 يناير 1910).
- في الانتخابات العمومية البريطانية في يناير 1910 [الإنجليزية]‏، انتخب عضو برلمان المملكة المتحدة الـ29 عن دائرة Stroud ‏ (15 يناير 1910 – 28 نوفمبر 1910).
- في الانتخابات العمومية البريطانية في ديسمبر 1910 [الإنجليزية]‏، انتخب عضو برلمان المملكة المتحدة الـ30 عن دائرة Stroud ‏ (3 ديسمبر 1910 – 25 نوفمبر 1918).
- انتخب عضو مجلس الشورى البريطاني.